# 扈輒
扈 輒（こ ちょう、生年不明 - 紀元前234年）は、中国戦国時代の趙の幽繆王に仕えた将軍。
紀元前234年（幽繆王2年）、秦の将軍の桓齮が趙の平陽・武城を攻撃した（平陽の戦い）。扈輒は敗死し、10万人が斬首された。なお、『史記』廉頗藺相如列伝では、扈輒が敗れて戦死したのは武遂と記されている。